# Jabal Bura
Jabal Bura (àrab: جبل بُرع, Jabal Buraʿ) és una muntanya de granit situada a Bura, a l'est de Bajil, Iemen. La zona està sent considerada per a la seva inscripció en la llista de llocs de «valor universal excepcional» de la UNESCO.

## Patrimoni de la Humanitat
Aquest lloc va ser afegit a la Llista indicativa de la UNESCO Patrimoni Mundial el 8 de juliol de 2002, en la categoria mixta: cultural i natural.

## Descripció del lloc
El costat oest de la muntanya està cobert d'un tipus de vegetació tropical densa que n'hi dificulta l'accés. La cara est de la muntanya està coberta de nombroses cases i de terrasses de cultiu úniques que arriben fins al cim. La població té els seus costums especials i es vesteix de manera diferent a la d'altres persones d'altres regions. Bura segueix estant molt bé protegit. No obstant això, actualment s'està ampliant i pavimentant una carretera al costat est. En conseqüència, un nombre més gran de vehicles podria amenaçar l'equilibri de la biodiversitat de la zona. Les comunitats de muntanya aïllades de molts mitjans de comunicació moderns conserven les seves peculiaritats. El costat est de la muntanya està temptativament classificat com a «Patrimoni Cultural» per la UNESCO, mentre que el costat oest està temptativament classificat en la categoria de «Patrimoni Natural». Cinc nivells ecològics de vegetació mostren diferències climàtiques al llarg de 2.000 metres, amb plàtans al peu de Jabal i blat dur en la part superior. Aquesta ecologia diversa permet el creixement d'unes 30 espècies d'arbres i 40 d'arbustos, 10 d'animals vius i salvatges, dotze de rèptils, i d'un nombre considerable, més de cinquanta, d'aus endèmiques i 30 migratòries. Existeixen diverses amenaces a la biodiversitat: la falta d'ingressos posa en perill la capacitat de la població per protegir el seu medi ambient i, per tant, els habitants talen arbres i arbustos per utilitzar-los com a llenya. La construcció de la nova carretera que travessa paisatges fràgils fins al cim pressionarà l'equilibri ecològic i facilitarà l'accés al bosc, contribuint a la desforestació i permetent al bestiar pastar la terra. La legislació recent proposa conservar la biodiversitat mitjançant l'establiment d'un consorci amb agricultors i propietaris de terres. La legislació, aprovada pel Parlament, prendrà mesures per al desenvolupament. Bura serà declarada «àrea protegida» i s'espera que tota la població en pugui rebre els beneficis econòmics: una carretera pavimentada, un centre de salut, dues escoles, una major distribució d'aigua i electricitat, préstecs i capacitació apícola per a turistes nacionals i internacionals. Aquesta biodiversitat està oberta a científics de totes les disciplines i a l'ecoturisme a nivell nacional i internacional.